# آن جه مو
آن جه مو (کره‌ای: 안재모؛ زادهٔ ۲۰ سپتامبر ۱۹۷۹) بازیگر و خواننده اهل کره جنوبی است. او به خاطر ایفای نقش در اشک‌های اژدها (۱۹۹۶)، پادشاه و من (۲۰۰۷)، امپراطور افسانه‌ها (۲۰۱۰) و افسانه سامبونگ (۲۰۱۴) شناخته می‌شود. آن جه مو در سال ۲۰۰۴ راننده مسابقات اتومبیل‌رانی بود.

## مجموعه تلویزیونی
- ۱۹۹۶ اشک های اژدها
- ۱۹۹۸ پادشاه و ملکه
- ۲۰۰۶ یون گه سومون
- ۲۰۰۷ پادشاه و من
- ۲۰۱۰ امپراتور افسانه‌ها
- ۲۰۱۲ خدای جنگ
- ۲۰۱۳ افسانه سامبونگ